# 区永熙
区永熙（1957年—），汉族，中华人民共和国政治人物（第10至13屆全國政協香港委員），香港文化界名人、皮草業商人。

## 生平
區永熙原籍廣東新會，父親為電機工程師，母親為教師。50年代初區永熙父母因工作需要調往四川，1957年區永熙出世。1959年父母把年僅兩歲的區永熙交給祖父母，經申請帶出澳門定居。區永熙於1975年畢業於澳門培道中學，在叔父與別人合辦的小型皮革貿易公司任職。後來叔父移民，公司停辦，區永熙遂與叔父的合伙人成立公司以維持生計。叔父見其困境便決定參股資助。
區永熙把握中英就香港回歸談判帶來的機遇，擴大營業陣容，其後擔任香港合盈国际集团主席。
1996年，獲選為香港特別行政區第一屆政府推選委員會第二界別委員。
2008年，当选第十一届全国政协委员，代表特邀香港人士，分入第五十二组。2018年1月，当选第十三届全国政协委员。
2020年5月尾，其名字出現於支持香港國家安全法的聯署。（文藝界有關聯署其後被指造假：聯署名單中陳汝騫已於2019年離世，張寶華、蔣志光、大S、李巧靈否則認參與有關聯署。）